# 丹後平古墳群
丹後平古墳群（たんごたいこふんぐん）は、青森県八戸市にある7世紀後半から9世紀後半のものと考えられる古墳群。国の史跡。出土品は国の重要文化財。

## 概要
八戸市から南西に少し離れた標高90～100メートルの尾根に分布している。南側から丹後平三遺跡・丹後平古墳群・丹後平一遺跡があり、群集した円墳群。円墳以外に、周溝を伴わない土坑墓や地下式土坑墓があり、馬の埋葬墓もあった。
およそ100基以上の末期古墳が存在すると思われ、そのうち85基が確認されている。大きさは、ほとんどが、全長約5メートル程度で、最大のものは15号墳の全長9メートルである。
副葬品では、武器類（直刀・蕨手刀・刀子）、装身具類（玉・釧・耳環）などで、周溝からは、土器類（土師器・須恵器）や武器類、生産用具（紡錘車・砥石）、装身具類、和同開珎などがあり、最も多かったのは土器類であった。
出土した土師器・須恵器の編年や周辺遺跡の出土品との関係から8世紀初めに中心を持つ古墳群であると考えられ、県下のエミシの族長たちの実態を知りうるものとして注目される。
1999年（平成11年）に、国の史跡（指定面積：約7000平方メートル）に指定された。また出土品の内、195点が2018年（平成30年）10月31日に重要文化財に指定された。

## 主な出土品
15号墳の周溝から朝鮮半島製と思われる金銅製の獅噛式三累環頭大刀把頭（しがみしきさんるいかんとうたちつかがしら）、他に帯金具・蕨手刀・馬具の轡（くつわ）。この柄頭は、発掘当時は内外を通して同類のものはなかったが、その後、韓国全羅南道羅州市の「伏岩里三号墳」の横穴式石室から、丹後平古墳群での出土より数年早くこの大刀が発見されていたことが明らかになった。本古墳群では柄頭だけであるが伏岩三号墳では刀身に着いた状態で出土した。全体の長さは84センチメートル。この韓国の遺跡の築造年代は6世紀後半と推定されている。
25号墳の周溝からは、和同開珎（直径2.5センチメートル、708年[和銅元年]鋳造）が出土した。
出土品は八戸市博物館に展示。

## 文化財

### 重要文化財（国指定）
- 青森県丹後平古墳群出土品（考古資料） - 内訳は以下。八戸市博物館保管。2018年（平成30年）10月31日指定。
  - 金装獅噛三累環頭大刀柄頭 1点
  - 金属製品 86点
  - 玉 54点
  - 土器・土製品 52点
  - 石製品 2点

### 国の史跡
- 丹後平古墳群 - 1999年（平成11年）1月14日指定。

## 所在地
青森県八戸市根城字丹後平「八戸ニュータウン」内

## アクセス・交通
- 東北自動車道八戸ICから自動車で約3分
- JR東北本線八戸駅からタクシーで約10分
- 八戸市営バス、南部バス、共通バス停「丹後平」から徒歩1分